# Heath (Texas)
Pour les articles homonymes, voir Heath.
Heath est une municipalité américaine située dans les comtés de Rockwall et de Kaufman au Texas.
Fondée au milieu du XIXe siècle sous le nom de Black Hills, la localité adopte par la suite les noms de Willow Springs puis de Heath en l'honneur de l'un de ses premiers habitants E. C. Heath. La ville accueille son premier bureau de poste en 1880. Elle devient une municipalité en 1959 et connait une importante croissance passant de 200 habitants en 1949 à plus de 6 000 au début du XXe siècle.
Lors du recensement de 2010, sa population est de 6 921 habitants. La municipalité s'étend sur 10,70 milles carrés (27,71 km2), dont seule une petite partie inhabitée s'étend dans la comté de Kaufman : 0,31 milles carrés (0,8 km2).